# Roversano
Roversano is een plaats (frazione) in de Italiaanse gemeente Cesena.